# Рава-Руська (пункт контролю)

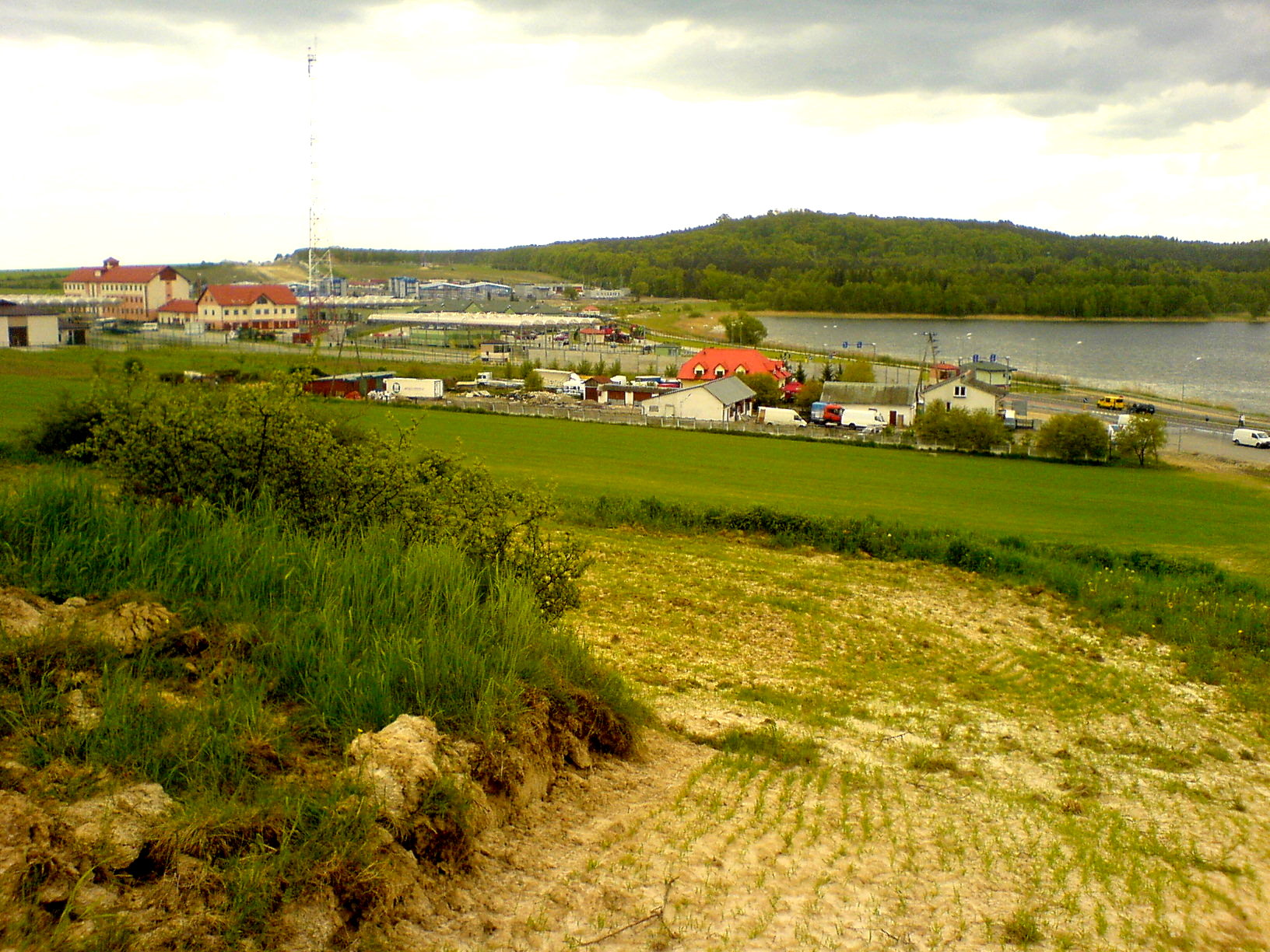
Пункт пропуску «Рава-Руська». На передньому плані — польська частина, далі — українська

50°13′30″ пн. ш. 23°37′27″ сх. д. / 50.22500° пн. ш. 23.62417° сх. д.
Ра́ва-Ру́ська — пункт пропуску через державний кордон України на кордоні з Польщею. Через пропускний пункт здійснюється два види контролю: автомобільний та залізничний(Залізничний пункт пропуску ліквідований у 2003 році.).
Розташований у Львівській області, Жовківський район, поблизу міста Рава-Руська, на автошляху М09, із яким збігається Р40. З польського боку розташовані два пункти пропуску «Гребенне», Томашівський повіт Люблінського воєводства та «Верхрата», Любачівський повіт Підкарпатського воєводства.
У бік Гребенного здійснюється автомобільний та залізничний вид пропуску, статус пункту пропуску — міжнародний. Характер перевезень — пасажирський і вантажний для автомобільного, тільки вантажний для залізничного виду пропуску (пасажирський не функціонує з 2005 року).
У бік Верхрати здійснюється залізничний вид пропуску. Статус пункту пропуску — міжнародний. Характер перевезень — вантажний.
Окрім радіологічного, митного та прикордонного контролю, автомобільний пункт пропуску «Рава-Руська» може здійснювати фітосанітарний, ветеринарний, екологічний контроль, контроль Служби міжнародних автомобільних перевезень та за переміщенням культурних цінностей.
Залізничний пункт пропуску «Рава-Руська» здійснює лише радіологічний, митний та прикордонний контроль. Залізничний пункт пропуску ліквідований у 2003 році.